# Fehrita
La fehrita és un mineral de la classe dels sulfats que pertany al grup de la ktenasita. Rep el nom en honor de Karl Thomas Fehr (14 de gener de 1954, Blaichach a Oberallgäu, Alemanya - 18 de març de 2014, Múnic, Alemanya), professor de mineralogia al Departament de Ciències Geològiques i Ambientals de la Universitat Ludwig Maximilian de Múnic, Alemanya.

## Característiques
La fehrita és un sulfat hidratat de fórmula química MgCu₄(SO₄)₂(OH)₆(H₂O)₆. Va ser aprovada com a espècie vàlida per l'Associació Mineralògica Internacional l'any 2019, sent publicada l'any 2021. Cristal·litza en el sistema monoclínic. És l'anàleg de magnesi de la gobelinita i de la ktenasita, de la qual és isostructural. És l'únic mineral sulfat conegut de magnesi i coure.
Segons la classificació de Nickel-Strunz, la fehrita hauria de pertànyer a "07.D - Sulfats (selenats, etc.) amb anions addicionals, amb H₂O, amb cations de mida mitjana només; plans d'octaedres que comparteixen vores» juntament amb els següents minerals: felsőbanyaïta, langita, posnjakita, wroewolfeïta, spangolita, ktenasita, christelita, campigliaïta, devil·lina, ortoserpierita, serpierita, niedermayrita, edwardsita, carrboydita, glaucocerinita, honessita, hidrohonessita, motukoreaïta, mountkeithita, shigaïta, wermlandita, woodwardita, zincaluminita, hidrowoodwardita, zincowoodwardita, natroglaucocerinita, nikischerita, lawsonbauerita, torreyita, mooreïta, namuwita, bechererita, ramsbeckita, vonbezingita, redgillita, calcoalumita, nickelalumita, kyrgyzstanita, guarinoïta, schulenbergita, theresemagnanita i montetrisaïta.
Les mostres que van servir per a determinar l'espècie, el que es coneix com a material tipus, es troben conservades a les col·leccions del museu mineralògic Centrum für naturkunde de la Universitat d'Hamburg, a Alemanya, amb el número de catàleg: mm1544, i al Museu Reich der Kristalle a Múnic, amb el número de catàleg: msm36473.

## Formació i jaciments
Va ser descoberta a la mina Casualidad, situada a Baños de Alhamilla, a la localitat de Pechina, dins la província d'Almeria (Andalusia, Espanya). També ha estat descrita a la mina de les Ferreres, a Rocabruna (Camprodon, Ripollès), on va ser trobada uns anys abans, concretament l'any 2012. Aquell any es van recollir mostres a la mina catalana que no van poder ser caracteritzades correctament i que, posteriorment a la seva descobertes a la mina almeriense, van poder ser determinada com a tal.